# Pascaline Wangui
Pascaline Wangui (* 30. November 1960) ist eine ehemalige kenianische Marathonläuferin.
Bei den Olympischen Spielen 1988 in Seoul kam sie auf den 49. Platz. 1989 gewann sie in Rom die Marathonläufe Romatona und Romacapitale.
1991 wurde sie Vierte beim Houston-Marathon mit ihrer persönlichen Bestzeit von 2:37:23 h und belegte bei den Leichtathletik-Weltmeisterschaften in Tokio den 18. Rang. Im Jahr darauf siegte sie beim Frühlingsmarathon Wien und lief bei den Olympischen Spielen in Barcelona auf dem 28. Platz ein.